# William Pickering (Politiker)

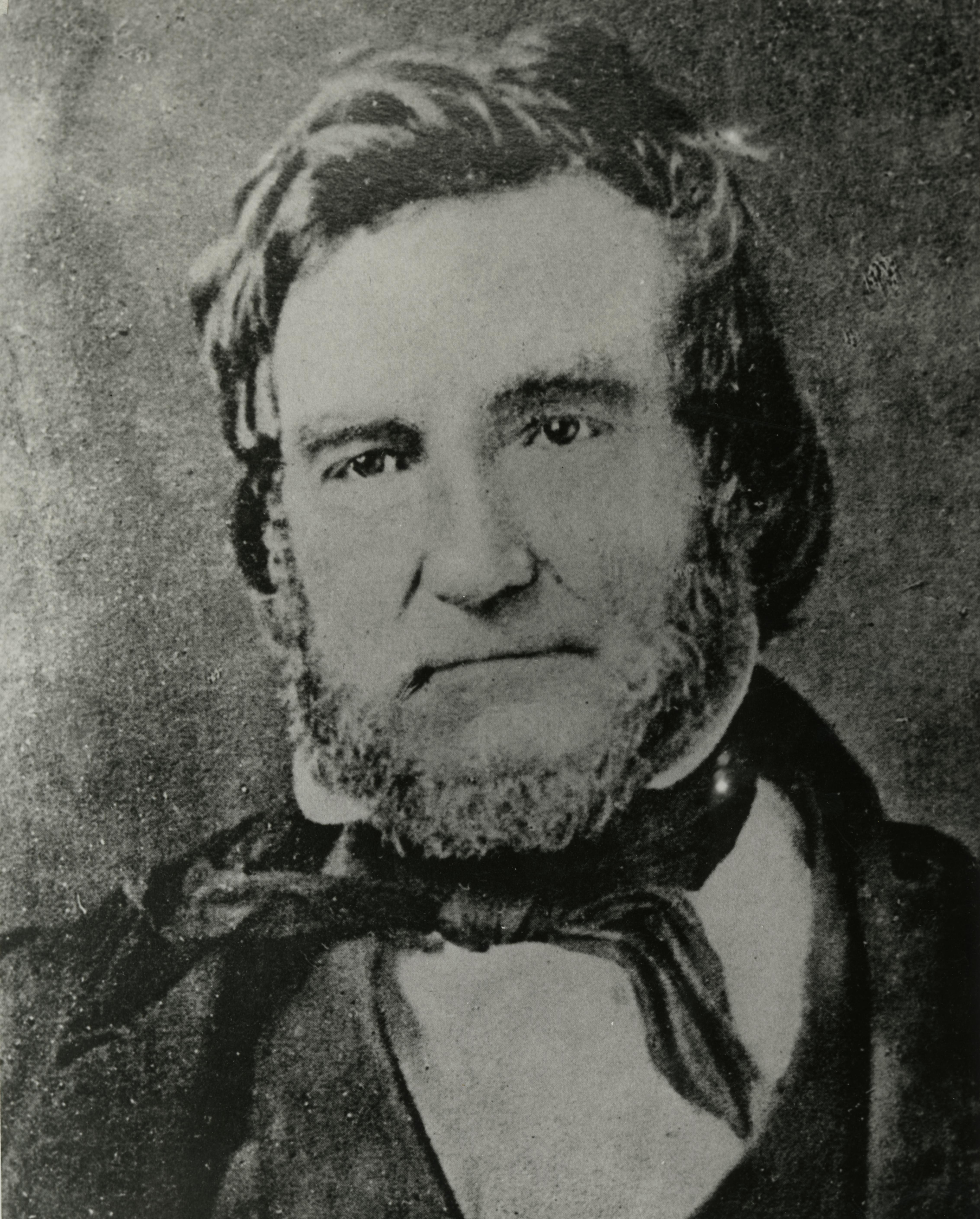
William Pickering

William Pickering (* 15. März 1798 in Yorkshire, England; † 22. April 1873 in Illinois) war ein englisch-US-amerikanischer Politiker und von 1862 bis 1866 der fünfte Gouverneur des Washington-Territoriums.

## Frühe Jahre
William Pickering besuchte bis 1820 die Universität Oxford. Ein Jahr später kam er in das Edwards County in Illinois. Dort erwarb er einigen Grundbesitz, beteiligte sich an verschiedenen Geschäften in und um Albion und heiratete Martha Flower (1800–1838), der Tochter des Stadtgründers Richard Flower.

## Politische Laufbahn
Zwischen 1842 und 1852 war Pickering Abgeordneter im Repräsentantenhaus von Illinois. Im Jahr 1860 war er Delegierter zur Republican National Convention, auf der Abraham Lincoln als Präsidentschaftskandidat nominiert wurde. Im Jahr 1862 bot ihm Präsident Lincoln sowohl eine Stelle an der amerikanischen Botschaft in England als auch die Stelle des Gouverneurs im Washington-Territorium an. Pickering entschied sich für die Gouverneursstelle. Im Juni 1862 kam er in seiner Hauptstadt Olympia an. Pickering übte dieses Amt bis 1866 aus. In dieser Zeit wurde das Gebiet telegraphisch mit dem Osten verbunden. Er sorgte sich auch um das Gesundheitswesen in seinem Territorium, und hierbei kümmerte er sich besonders um die geistig Behinderten. Da für ein entsprechendes Krankenhaus kein Geld vorhanden war, wurde mit den Nonnen der Sisters of Charity ein Vertrag geschlossen, die dann die Betreuung der Behinderten übernahmen. Im Jahr 1863 wurden östlich gelegene Gebiete abgetrennt und dem Idaho-Territorium zugeordnet. Die Grenze wurde im äußersten Südosten des Staates auf den Snake River festgelegt. Nördlich des Zusammenflusses mit dem Clearwater River wurde die Grenze als derjenige Meridian definiert, der von diesem Zusammenfluss von Snake und Clearwater aus nach Norden verläuft. Dieser Meridian ist nicht – wie oftmals angenommen – exakt der 117. Längengrad, sondern liegt etwa drei Kilometer weiter westlich. Das übriggebliebene Territorium entspricht den heutigen Grenzen des Staates Washington.

## Weiterer Lebenslauf
Nach dem Ende seiner Gouverneurszeit kehrte Pickering nach Illinois zurück, wo er 1873 verstarb. Er war seit 1824 mit Martha Flowers verheiratet.